# Fritz Melbye

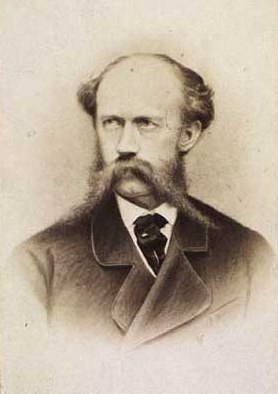
Fritz Melbye.

Fritz Sigfred Georg Melbye, född 24 augusti 1826 i Helsingör, död 14 december 1869 i Shanghai, var en dansk målare. Han var bror till tillika konstnärerna Vilhelm och Anton Melbye samt elev till den sistnämnde. Han förblev ogift livet ut.
Han uppehöll sig mest utomlands, i Nordamerika och Kina, där hans verk fick mycket uppmärksamhet. I hemlandet hade han bara två utställningar, åren 1849 och 1858 i Köpenhamn.